# Historia del uniforme de Audax Italiano

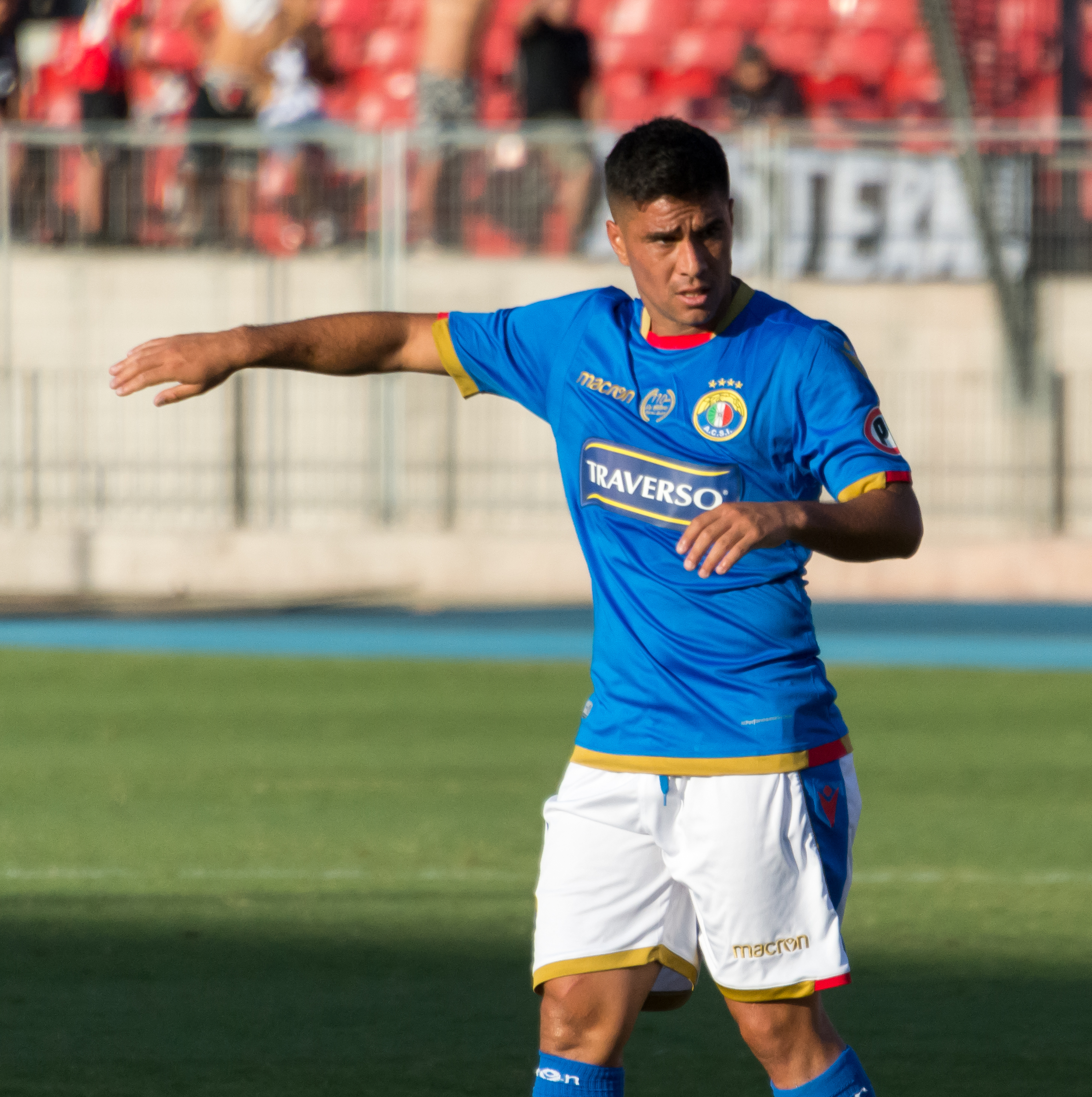
Luis Cabrera utilizando el uniforme titular de Audax Italiano durante la temporada 2020, conmemorativo de los 110 años de la institución.

La Indumentaria de Audax Italiano es el utilizado por los jugadores «Itálicos» tanto en competencias nacionales como internacionales, desde el primer equipo hasta los juveniles, como también la Femenil.
La vestimenta titular histórica usada por el club consta de camiseta verde, pantalón blanco y medias verdes, la cual ha sufrido leves cambios de diseños.
La vestimenta alternativa ha tenido varios colores como diseños, actualmente se compone de camiseta blanca, pantalón blanco y medias blancas.

## Uniforme titular
Desde su fundación en los años 1920 los colores históricos y predominantes de la rama de fútbol de Audax Italiano han sido el verde en la camiseta, el blanco en los pantalones y el verde en las medias, que también han presentado colores como el negro, gris y blanco. El club debe sus colores a la representación de la bandera italiana, por lo que a menudo se han agregado trazos rojos y blancos a la camiseta verde para resaltar esta identificación. Si bien el uniforme del club no ha presentado mayores cambios a lo largo de su historia, en 1997 se agregó una franja horizontal blanca, la que solo se mantuvo por algunos partidos.
En el año 2020, para conmemorar los 110 años de la fundación de la institución, se lanzó una camiseta de color azul, en homenaje a los colores representativos de la Casa de Saboya, que inspira a su vez al uniforme de la selección italiana y a otros clubes deportivos fundados por miembros de la colonia italiana en el mundo, como lo son el Cruzeiro brasileño y el Sportivo Italiano de Argentina.
| 1923 | 1941-44 | 1945 | 1946-50 | 1951-52 | 1953-54 | 1954 | 1955 | 1956-57 |

| 1958-62 | 1963 | 1964 | 1965 | 1966 | 1967 | 1968-69 | 1971 | 1973 |

| 1976 | 1981-82 | 2002 | 2003 | 2003 | 2009 | 2010 | 2010-11 | 2011-14 |

| 2014 | 2014-15 | 2016 | 2016 | 2018 | 2020-21 | 2022 | 2023 |

## Uniforme alternativo
La segunda equipación históricamente ha sido de color blanco en las camisetas, a la que tradicionalmente se le agregan trazos rojos y verdes, y el blanco o verde en los pantalones y medias. En el año 2010 fue usado un uniforme completamente de azul en conmemoración del centenario del club y honrando los colores de la selección italiana, que viste de ese color dado que el azul fue el representativo de la Casa de Saboya.
| 1927 | 1948 | 1953 | 2009 | 2010 | 2010-11 | 2011-14 | 2014-15 | 2016 |

| 2016 | 2018 | 2020-21 | 2022 |

## Tercer uniforme
| 2020-21 | 2023 |

## Indumentaria y patrocinadores
| Período   | Proveedor      |
| --------- | -------------- |
| 1981-1984 | Zitosport      |
| 1985-1988 | Ñandú          |
| 1989      | Le Coq Sportif |
| 1990-1991 | Zitosport      |
| 1992      | Avia           |
| 1993      | JCQ            |
| 1994-1995 | Amddma         |
| 1996-1997 | Adidas         |
| 1998-2000 | Umbro          |
| 2001      | Adidas         |
| 2002-2003 | JCQ            |
| 2003-2005 | Lotto          |
| 2006-2014 | Diadora        |
| 2014-2015 | Dalponte       |
| 2016      | KS7            |
| 2016-     | Macron         |

| Período   | Patrocinador             |
| --------- | ------------------------ |
| 1978      | Finox                    |
| 1981-1982 | Yamaha                   |
| 1982      | Bortolaso                |
| 1992      | Yamaha                   |
| 1993      | Heller Calcetines        |
| 1994      | Parmalat                 |
| 1995-1997 | Montecarlo               |
| 1997-2002 | Cristal                  |
| 2003-2007 | UDLA                     |
| 2008      | Della Via                |
| 2010-2012 | Patrimonio de la Familia |
| 2012      | Traverso                 |
| 2013      | Herbalife                |
| 2014-2015 | Ideal                    |
| 2016-2023 | Traverso                 |
| 2024      | Jugabet                  |
| 2025-     | Traverso                 |